# The Wendell Baker Story
The Wendell Baker Story er en amerikansk komediefilm fra 2005 instrueret af Luke Wilson og Andrew Wilson. Wilsonbrødrene spillefilmsdebuterer med filmen. Den fik premiere på South by Southwest Film Festival i Austin, Texas i USA i marts i 2005. I hovedrollerne ses Owen Wilson, Luke Wilson, Eva Mendes og Eddie Griffin.

## Handling
Wendell Baker (Luke Wilson) er en håbløs lykkejæger, der efter længere tid i fængsel har mistet kontakten med kæresten Doreen (Eva Mendes), hans bedste ven Reyes (Jacob Vargas) og hans hund, Junior. Som en evig optimist, bruger Wendell tiden bag murene klogt og beslutter sig for at ændre sit liv. Efter løsladelse får han et job hos Shady Groves pensionisthotel hvor han bliver venner med beboerne Boyd og Nasher. Hans nye venner anbefaler ham at prøve at vinde sin kæreste tilbage samtidig med, at han hjælper dem med at bekæmpe hotellets onde sygeplejer, Neil King (Owen Wilson) og hans højre hånd, McTeague (Eddie Griffin).

## Medvirkende
- Luke Wilson – Wendell Baker
- Eva Mendes – Doreen
- Owen Wilson – Neil King
- Eddie Griffin – McTeague
- Kris Kristofferson – L.R. Nasher
- Harry Dean Stanton – Skip Summers
- Seymour Cassel – Boyd Fullbright
- Will Ferrell – Dave
- Jacob Vargas – Reyes Morales